# Рогатая паламедея
Рога́тая паламеде́я (лат. Anhima cornuta) — птица из семейства паламедей, единственный вид монотипного рода Anhima.

## Описание
Рогатая паламедея — самый крупный из трёх видов паламедей. Это большая птица с довольно высокими ногами. Взрослые особи достигают длины 84 см и весят от 2 до 3 кг. Оперение тела чёрно-белое с тонким хохолком длиной до 10 см, который тянется от лба вперед и наверх.
Клюв рогатой паламедеи очень похож на клюв куриных птиц. Между длинными пальцами ног имеются едва заметные перепонки. Из-за сходства мышечной системы и строения скелета этот вид ближе к утиным.

## Распространение
Рогатая паламедея — оседлая птица тропической Южной Америки, распространённая от Колумбии через Бразилию до северной Аргентины. Она является околоводной птицей, но часто пасётся на суше. Плавает редко.

## Размножение
Самка откладывает от 4 до 6 яиц в гнездо на земле. Молодые птицы вылупляются через 6 недель и сразу же покидают гнездо.